# Santa Creu de la Plana
Santa Creu de la Plana és una església romànica del segle xi pertanyent al poble disseminat de Sant Joan d'Oló, del terme municipal de Santa Maria d'Oló, al Moianès. Està inclosa a l'Inventari del Patrimoni Arquitectònic de Catalunya. Està situada a prop i a llevant del petit nucli de Sant Joan d'Oló, al sud-oest de Santa Maria d'Oló.

## Descripció
Es tracta d'una petita església romànica, senzilla però molt ben conservada. D'una sola nau amb absis a llevant, correspon a un temple ja del segle xii, sense ornamentació a l'exterior. Té un senzill campanar d'espadanya damunt de la façana de ponent. La porta, adovellada, és també a la façana oest. Al mur de migdia hi ha una finestra romànica de doble esqueixada. L'església sofrí modificacions al llarg de l'edat moderna, però ha arribat fins als nostres dies en perfecte estat.
Església d'una sola nau coberta amb volta de canó, rematada amb un absis semicircular a sol ixent cobert amb volta de quart d'esfera. Al entre de l'absis hi ha una finestra, ara tapiada, de doble esqueixada. L'accés a l'església es fa pel cantó de ponent on hi ha una porta adovellada. En aquest mateix mur de ponent s'alça un campanar d'espadanya.
El mur que tanca la nau a l'est sobresurt més que la teulada, a doble vessant, i l'absis. Al cim d'aquest mur hi ha una creu que és un dels pocs elements decoratius de l'edifici.
Al segle xvii o a principis del xviii l'església fou transformada. Es recobrí d'argamassa, es tapà la finestra absidal i es reforçà amb un contrafort situat a l'extrem sud. L'interior de l'església actualment està enguixat.

## Història
Aquesta església apareix citada el 1081 com a Santa Creu de Sant Joan d'Oló, i el 1166 es documenta una sagrera de Santa Creu que ha de correspondre's amb aquesta església.
El 1175 Pere d'Oló i la seva muller Dolça, senyors del terme, li feren un primer llegat piadós en el seu testament.
Segons dades de l'arxiu de Sant Joan d'Oló apareix documentada el 1413 i 1512.
Al construir-se la nova parroquial de Sant Joan d'Oló a la Plana, entre el 1629-39, l'església de la santa Creu s'anà eclipsant en estar la parroquial tan a prop. El 1936 fou profanada i quedà sense culte. Al llarg dels segles ha sofert poques modificacions. Actualment està sense culte, es fa servir de paller i el seu estat de conservació és bo.
Ja fa anys que forma part de les instal·lacions de la Fundació La Plana. Està restaurada amb un vitrall i mobiliari modern.

## Galeria

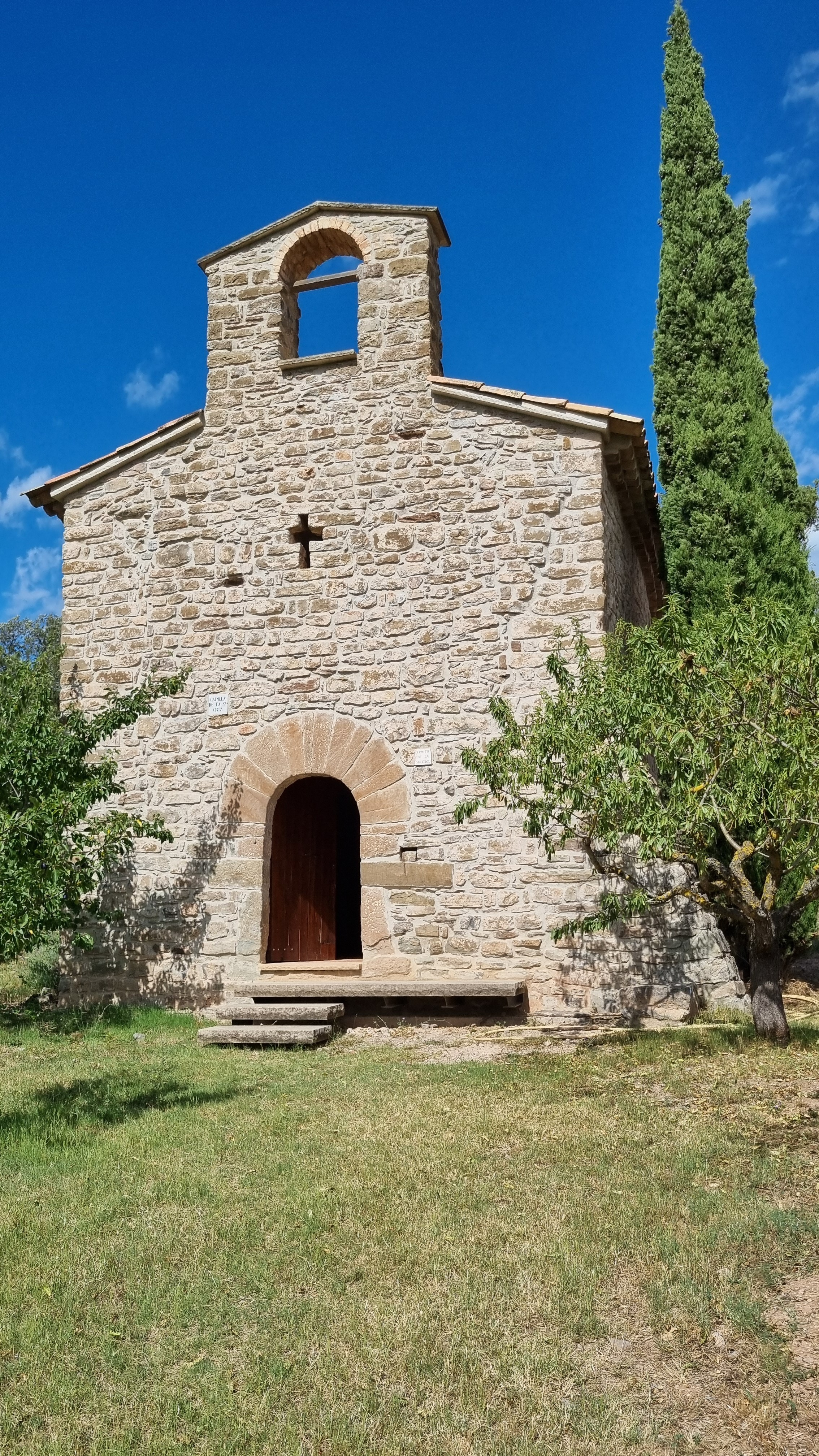
Façana de l'església.
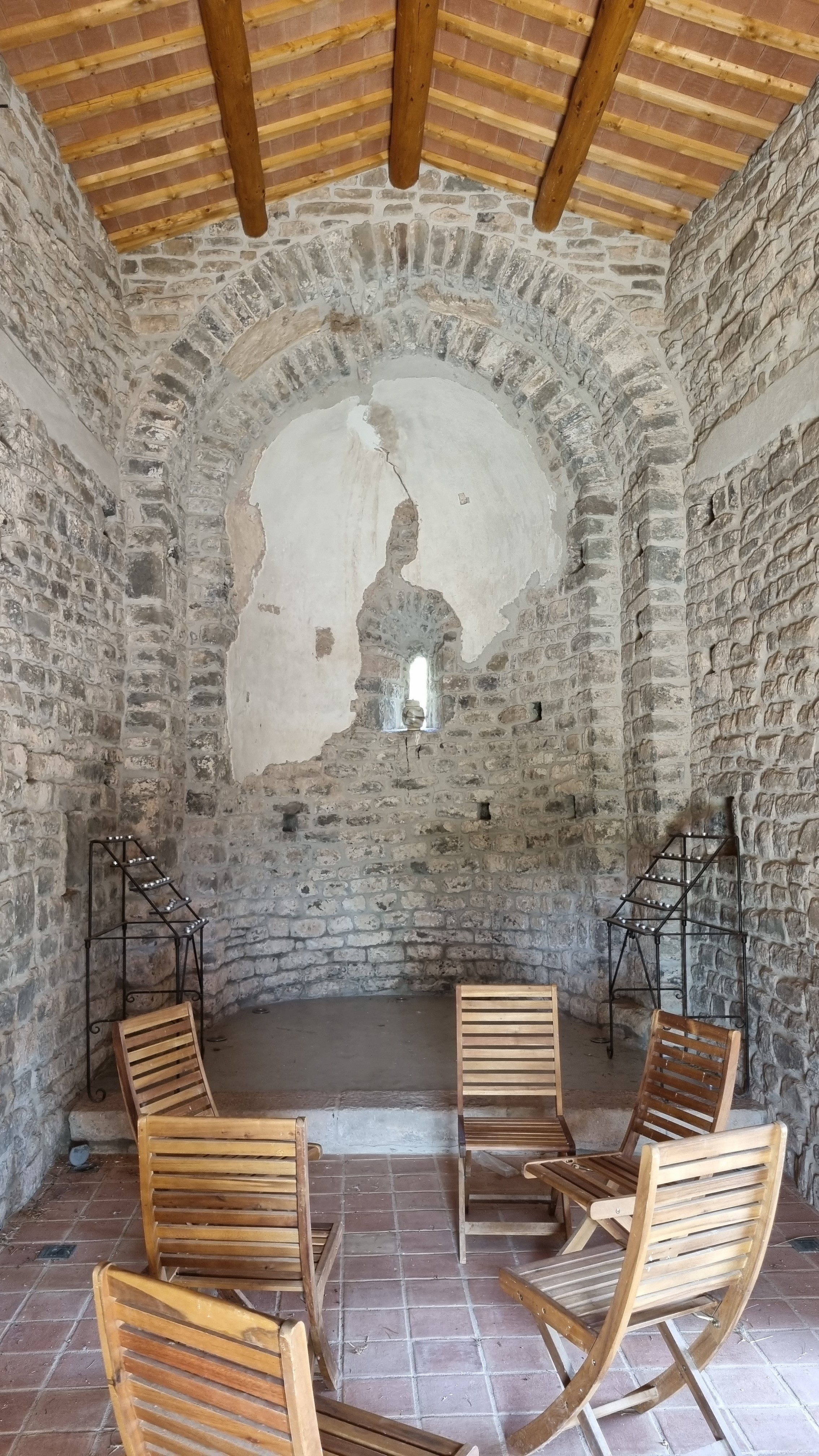
Interior de l'església.
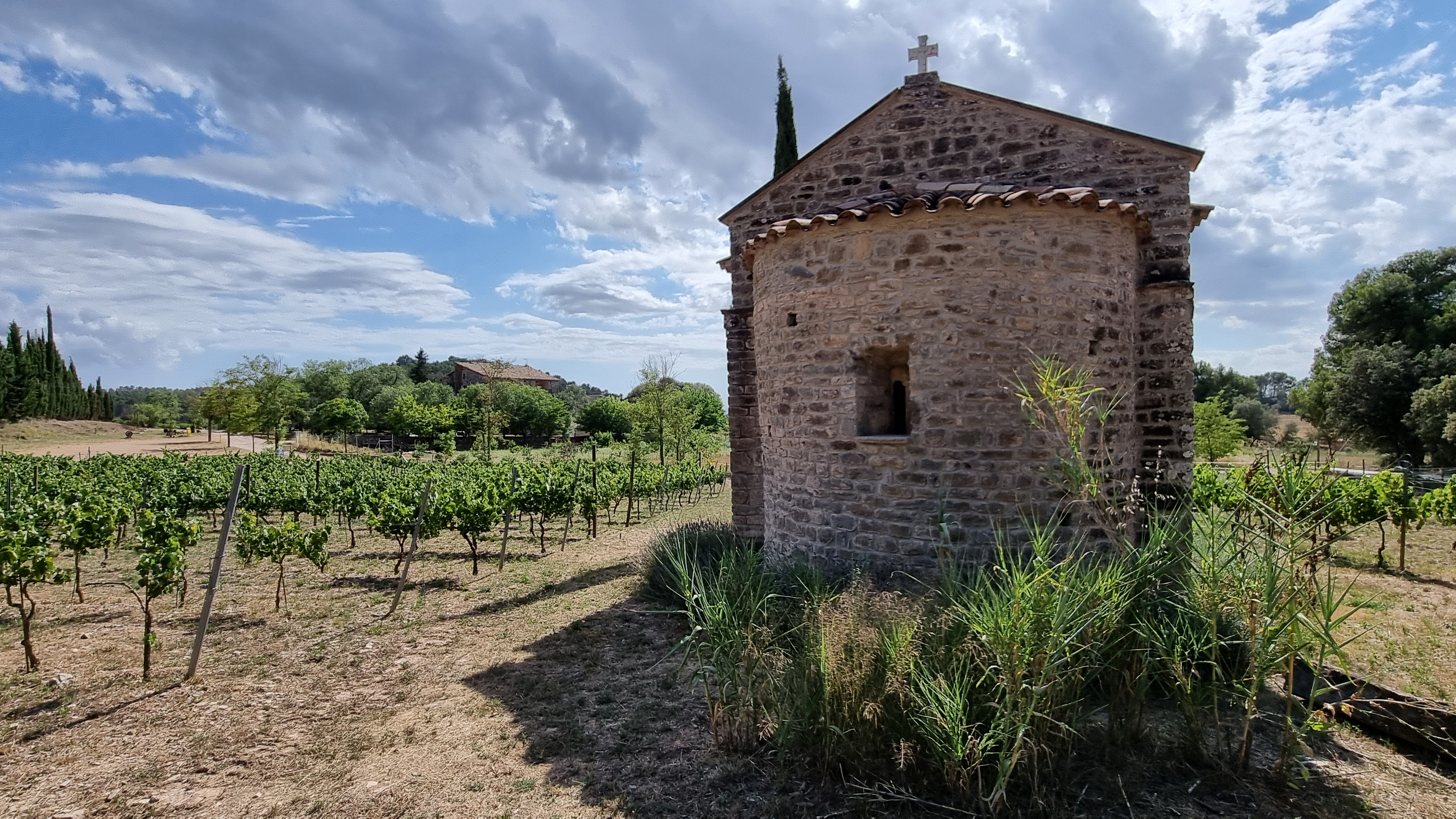
Absis de l'església.